# Aptech
Aptech là một công ty giáo dục và đào tạo công nghệ thông tin với hơn 3500 trung tâm đào tạo tại 53 quốc gia (Theo nguồn thông tin của Aptech World Wide). Công ty có trụ sở chính tại Mumbai, Ấn Độ. Được thành lập từ năm 1986, đây là một trong những công ty đầu tiên cung cấp dịch vụ đào tạo công nghệ thông tin tại Ấn Độ và là công ty đầu tiên thuộc loại này ở châu Á được cấp chứng chỉ ISO.
Aptech tuân thủ theo một quy trình đào tạo thống nhất được cấp chứng chỉ ISO 9001. Quy trình đào tạo này bao gồm những thành tố như trình độ giáo viên, trang thiết bị đào tạo, quy trình quản lý và kiểm soát chất lượng đào tạo.

## Các loại hình đào tạo của Aptech

### Chương trình đào tạo cho doanh nghiệp
- Logic Building With C (LGC)
- Networking with Windows 2000 (WIN2K) + Advanced Concept of IT (ACIT)
- Database Design with MS-Access 2000 (ACC2K)
- Front Page 2000 (FP2K)
- OOAD with UML (OOAD)
- VB 6.0 Desktop (VBDSK)
- VB 6.0 Distributed (VBDIS)
- Windows 2000 Server (WINSRV) + Linux (LINUX)

### Chương trình đào tạo cho cá nhân
- Bằng Lập trình viên quốc tế ADSE - Advanced Diploma in Software Engineering
- Bằng Kỹ thuật viên Quốc tế ITT - Information Technology Technician
- Bằng DIPLOMA IN INFORMATION SYSTEM MANAGEMENT (DISM)
- Chứng chỉ Quản trị mạng: ACNA - Aptech Certified Network Administrator
- Chương trình đào tạo Quản trị hệ thống mạng: ACSA - Aptech Certified System Administrator
- Chương trình đào tạo Phần cứng và Quản trị hệ thống: AHNA - Aptech Hardware and Networking Academy

### Chương trình đào tạo chính (ACCP 2018)[1]
- Chương trình học trong 4 học kỳ
- Chương trình được chia thành các khối kiến thức về các nhánh trong nghề lập trình
- Học viên có thể đăng ký học toàn bộ chương trình (2 năm), từng học kỳ, hoặc từng nhóm kiến thức... theo nhu cầu công việc hoặc khả năng bản thân

Nội dung học kỳ 1: trọng tâm là thiết kế web và phân tích hệ thống
- Lập trình C cơ bản
- HTML, DHTML và Javascript
- Bootstrap
- JQuery
- AngularJS
- eProject: thiết kế website (front-end)
- Ngôn ngữ SQL và quản trị cơ sở dữ liệu (SQL Server)
- Social Engineering and User Awareness

Nội dung học kỳ 2: trọng tâm là các môn về lập trình Java
- Ngôn ngữ đánh dấu và JSON
- Lập trình Java cơ bản
- Lập trình Java nâng cao
- Project (Java)
- Ngôn ngữ lập trình C#
- Giới thiệu về dữ liệu lớn (Introduction to Big Data)

Nội dung học kỳ 3: trọng tâm là các môn dùng công nghệ.NET
- Lập trình Windows Forms với C#
- Web Application Development
- Enterprise Application Programming
- eProject -.NET
- Điện toán đám mây và di động
- Introduction to Ethical hacking

Nội dung học kỳ 4: trọng tâm là ứng dụng doanh nghiệp và di động
- Securing Web Applications
- Introduction to Web and Enterprise Applications
- Web Component Development
- Project-Java EE
- Architecting Applications for the Web
- Enterprise Application Development
- Creating Services for the Web
- Developing Applications for Wireless Devices
- Cơ bản về internet vạn vật (IoT)
- Introduction to Cyber Forensics

### Arena Animation & Multimedia
Arena Animation và Arena Multimedia là thương hiệu đào tạo Chuyên gia Mỹ thuật Đa phương tiện của tập đoàn Aptech, được thành lập trên 14 năm và huấn luyện trên 250.000 học viên toàn cầu . Arena có chi nhánh tại nhiều quốc gia trên thế giới.

## Các nước và vùng lãnh thổ có các trung tâm đào tạo của Aptech
| - Ai Cập - Ấn Độ - Bahrain - Colombia - Philippines |  | - Ukraina - Nga - Ghana - Iran - Iraq |  | - Kazakhstan - Malaysia - Nigeria - Pakistan - Ả Rập Xê Út |  | - Sri Lanka - Thổ Nhĩ Kỳ - Trung Quốc - Thái Lan - Việt Nam |  |  |